# Metropolitana di San Juan
La metropolitana di San Juan, localmente nota come Tren Urbano, è la linea di trasporto rapido ferroviario che serve le città di San Juan, Guaynabo e Bayamón, a Porto Rico.
L'unica linea dell'intera rete si snoda per 17,2 km ed è completamente automatizzata ed elettrificata a 750 V dc. Attualmente ci sono 16 stazioni, delle quali 10 sono sopraelevate, 4 sono a livello del terreno e 2 sono sotterranee.
Inaugurata il 17 dicembre 2004, oggi la metropolitana di San Juan serve una media giornaliera di 32.000 passeggeri. L'intera rete è di competenza del Dipartimento dei trasporti e delle opere pubbliche.
Funzionante con la tecnologia della terza rotaia il progetto originale aveva un costo stimato di circa 2,25 miliardi di US$. I progetti futuri prevedono invece un prolungamento verso Carolina e verso la Vecchia San Juan.

## Stazioni
- Sagrado Corazón
- Hato Rey
- Roosevelt
- Domenech (Hato Rey)
- Piñero (Hato Rey)
- Universidad (Río Piedras, Università di Porto Rico)
- Río Piedras (Río Piedras)
- Cupey
- Centro Médico (Università di Porto Rico)
- San Francisco
- Las Lomas
- Martínez Nadal
- Torrimar (Guaynabo)
- Jardines
- Deportivo (Juan Ramón Loubriel Stadium)
- Bayamón (Bayamón)